# Грязьовий вулкан у Сідоарджо
7°31′40″ пд. ш. 112°42′42″ сх. д. / 7.52778° пд. ш. 112.71167° сх. д.

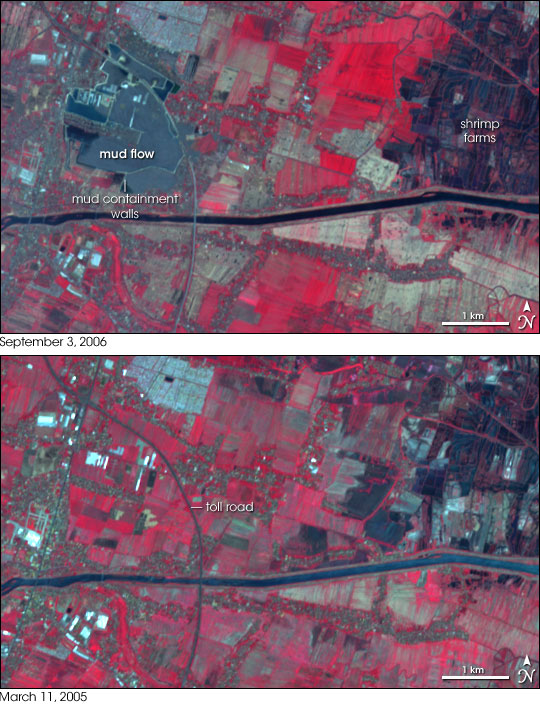
Зверху фото від 03.09.2005
Знизу фото від 11.03.2005

Грязьовий вулкан у Сідоарджо, вулкан Люсі (індонез. Banjir lumpur panas Sidoarjo) — штучно створений людською діяльністю грязьовий вулкан неподалік північного узбережжя східної частини острова Ява, за 20 км на південь від міста Сурабая, вулкан в окрузі Сідоарджо, провінція Східна Ява, Індонезія. Назва «Люсі» утворена від двох слів «бруд» (індонез. Lumpur) та назви округу «Сідоарджо» (індонез. Sidoarjo).
Виверження почалося від 28 травня 2006 року та триває донині. Середньодобове виверження — 30 000 м³ бруду, пікові виверження в Січні 2007 року сягали до 180 000 м³ за добу. За оцінками найімовірніше, що виверження буде тривати ще чверть століття, за песимістичними оцінками вулкан може діяти століття. Внаслідок його діяльності було переміщено близько 50 тис. людей, житла яких були знищенні гарячим (+60 °C) брудом та водою.

## Історія
Компанія PT Lapindo Brantas робила розвідувальні свердловини у пошуках газу. 28 травня 2006 на свердловині «Banjar-Panji 1 exploration well», було досягнуто глибину 2834 метри. На першому етапі бурильна колона легко здолала глинисті породи, які простягнулися від 500 до 1300 метрів глибини, далі йшли піски, сланці, вулканічний попіл та карбонатні породи. На першому етапі для стабілізації породи задіювалася обсадна колона. На другому етапі, що розпочався о 5:00 ранку (UTC+8), роботи велися без захисної обсадної колони, яка могла б стабілізувати породи, і свердловина могла б не вплинути на навколишні породи. Вода, що хлинула уверх вздовж бурильної колони змішуючись із породами, вирвалася фонтаном у 180 метрів над поверхнею. Температура багна та води досягала +60 °C, також виділився сірководень, що спричинило неприємні запахи.
Перші дні вивергалося по 5-7 тисяч кубометрів багна, наприкінці літа обсяг сягнув десятків кубометрів, на початку 2007 року обсяги сягали 180 000 м³. Після того обсяги викидів пішли на спад.
Внаслідок виверження загинуло 13 людей, десятки тисяч людей були переселенні, до 2007 року 8 сіл, та 25 фабрик виявилися поховані в бруді. Бруд покрив площу 25 км².
У 2007 році уряд Індонезії здійснив кілька безуспішних спроб зупити або принаймні зменшити обсяги викидів. У 2008 році було прийняте рішення про припинення подібних спроб.

## Галерея

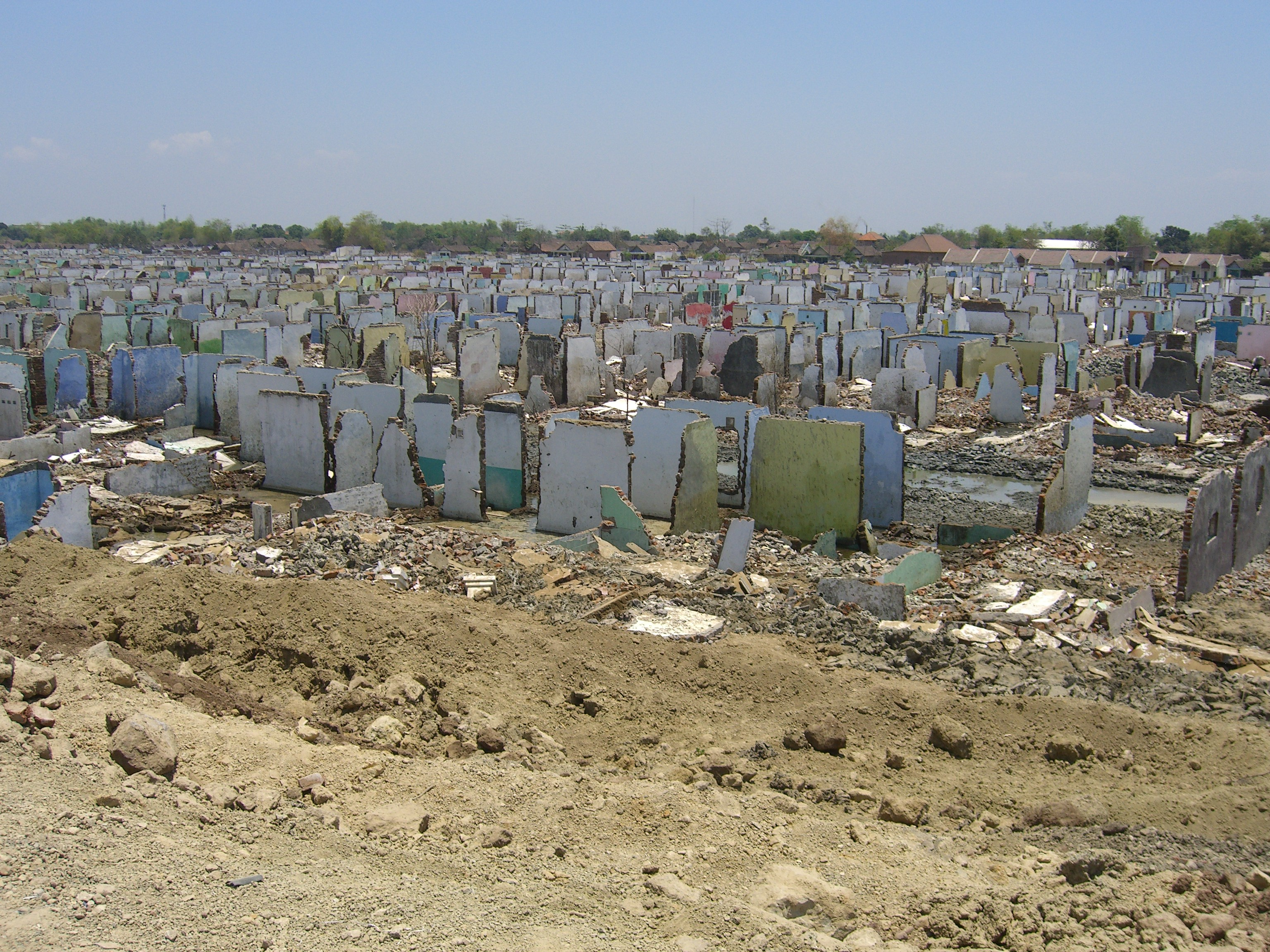
Будівлі зруйновані виверженням
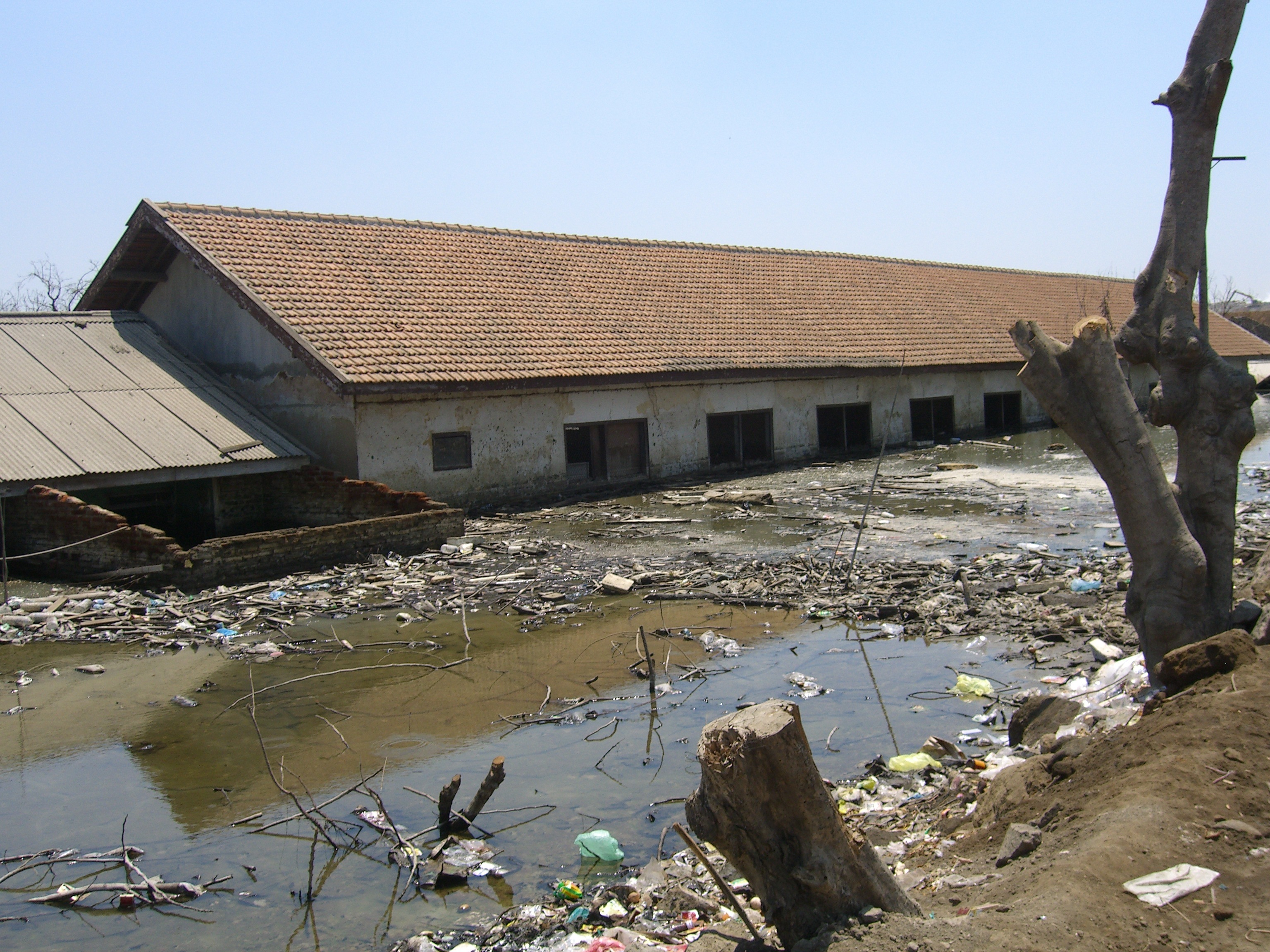
Приміщення колишньої школи
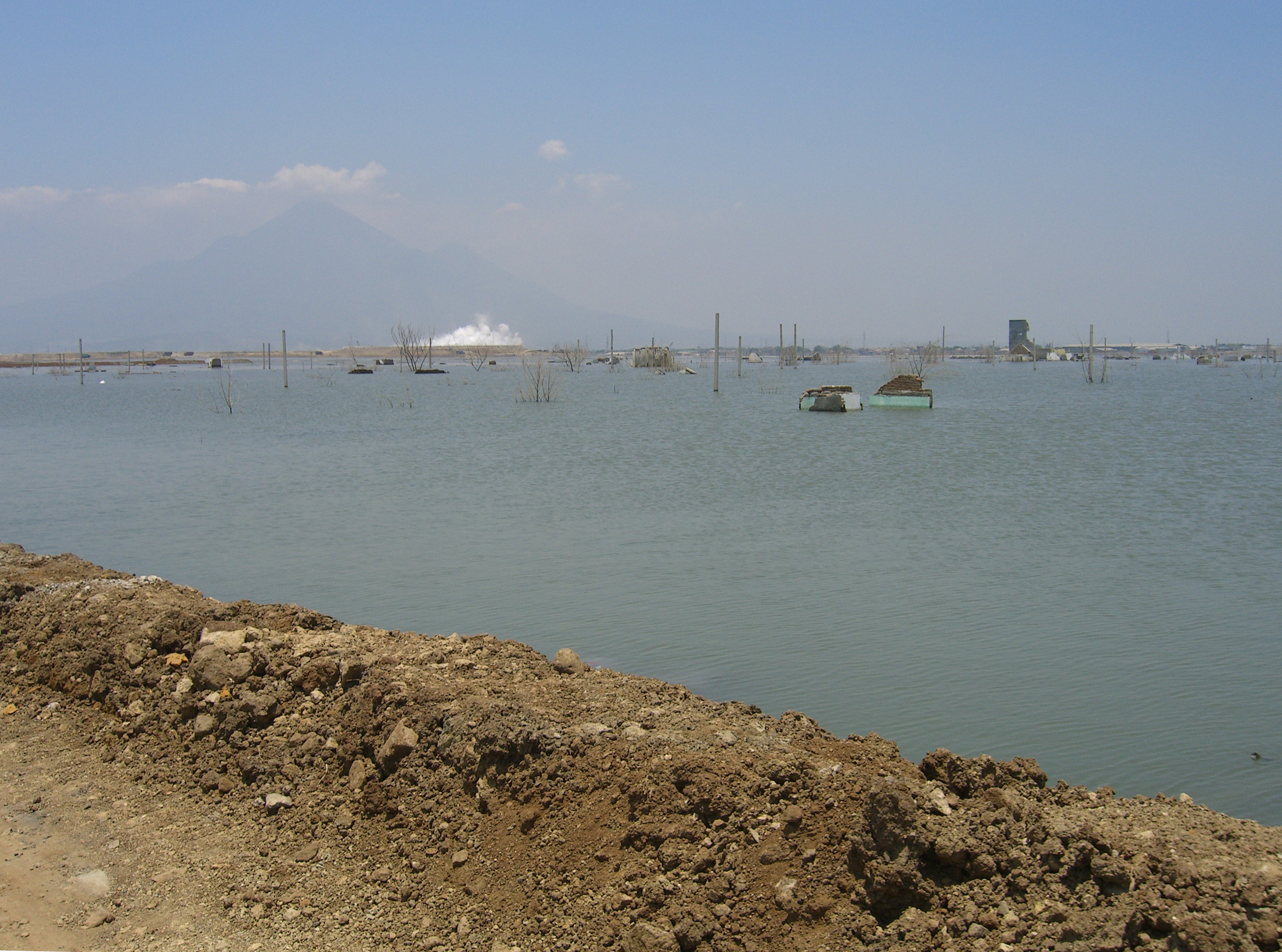
Штучне озеро, на фоні димить вулкан
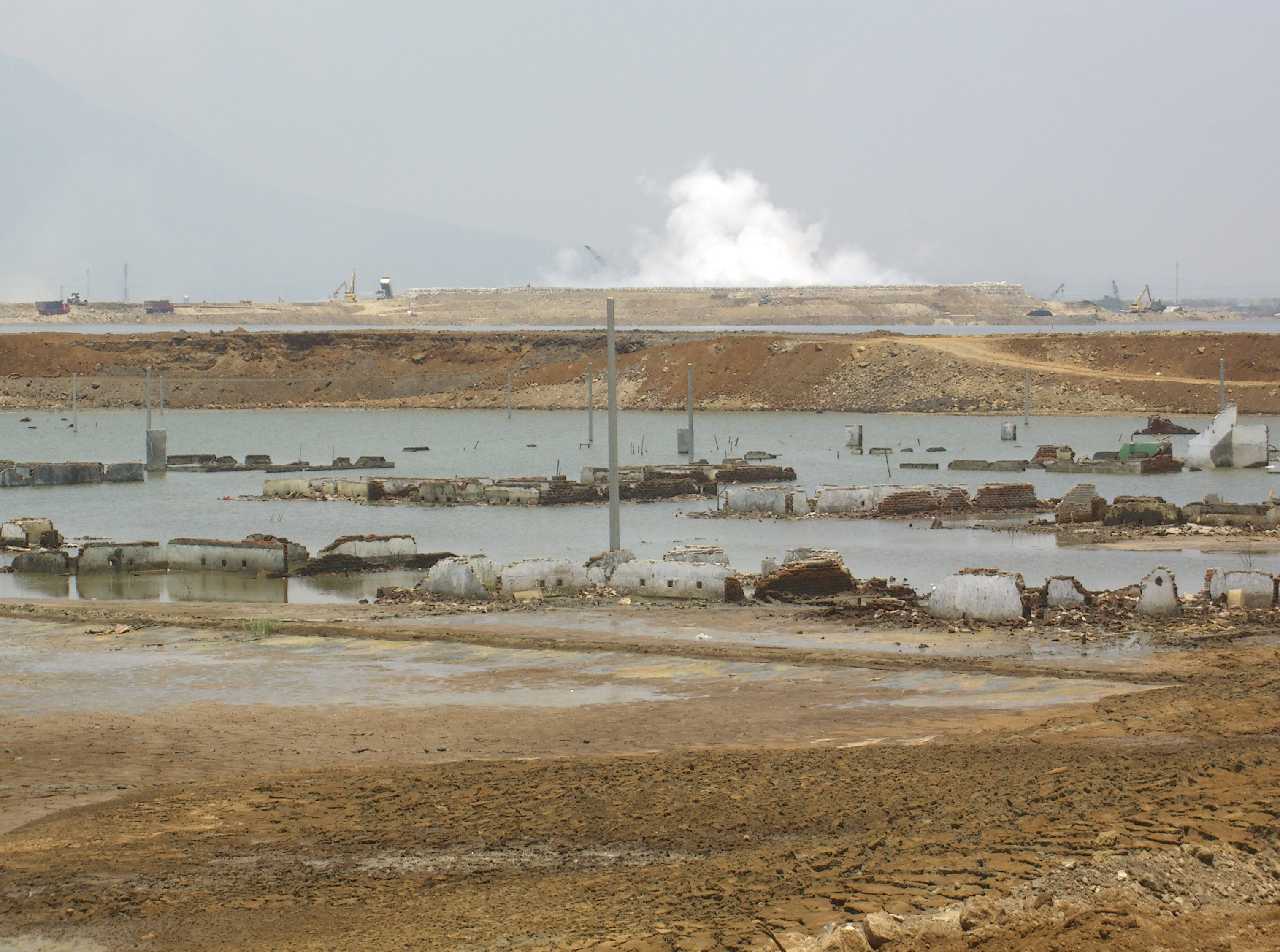
Будівництво дамб